# Asterix e Cleopatra
Asterix e Cleopatra (Astérix et Cléopâtre) è la sesta storia a fumetti della serie Asterix, creata René Goscinny (sceneggiatura) e da Albert Uderzo (disegni). La sua prima pubblicazione in volume in lingua originale risale al 1965.

## Trama
Cleopatra VII, sovrana d'Egitto ed amante di Giulio Cesare, per dimostrare a quest'ultimo come il suo popolo sia ancora in grado di realizzare capolavori architettonici quali le Piramidi promette di costruirgli un grandioso palazzo sulle rive del Nilo. Incarica perciò uno dei suoi architetti, Numerobis, di completare in tre mesi la favolosa opera. Questi, dotato di scarsissime doti tecniche o artistiche, per non incorrere nelle ire della regina chiede aiuto al suo amico Panoramix. Il druido gallico parte perciò con i fidi Asterix e Obelix per Alessandria d'Egitto: qui i tre avranno a che fare sia con i Romani, intenzionati a far fallire il progetto di Cleopatra, sia con l'architetto Stocafis, avversario di Numerobis. Malgrado tutti, l'astuzia di Asterix, la forza bruta di Obelix e la saggezza e le arti magiche di Panoramix permetteranno infine a Numerobis di completare la costruzione in tempo, con gran scorno di Cesare.

## Personaggi principali
I personaggi presenti nella storia più rilevanti ai fini della trama sono:
- Asterix: sempre pronto ad aiutare chi è in difficoltà, e a farsi beffe dei Romani;
- Obelix: come il suo amico, non si tira mai indietro davanti all'opportunità di maltrattare i Romani; in questa storia si vede inoltre accordare per la prima e unica volta da Panoramix il permesso di bere la pozione magica;
- Panoramix: amico di Numerobis dai tempi in cui studiava ad Alessandria d'Egitto, accetta senza remore di aiutarlo nel compito. La sua presenza si rivelerà fondamentale, oltre che per le sue conoscenze magiche, nel correggere gli errori di progettazione dell'architetto. Si mostra molto attratto da Cleopatra, specialmente dal suo naso;
- Numerobis (Numérobis)[3]: architetto egizio, riceve da Cleopatra il compito di edificare un grandioso palazzo sulle rive del nilo. Le sue capacità tecniche tuttavia sono a dir poco scarse — la sua stessa casa, da lui costruita, soffre di vistosi errori di progettazione e crolli — e non trova quindi altra soluzione che farsi aiutare da Panoramix;
- Biribis (Misenplis)[4]: scriba di Numerobis ed "esperto di tutte le lingue vive: celtico, latino, greco eccetera…";
- Stocafis (Amonbofis)[5]: architetto egizio, rivale di Numerobis e principale antagonista della storia. Anche lui non è dotato come architetto, ma è ambizioso, vendicativo e molto ricco; vuole eliminare Numerobis per diventare il nuovo architetto di corte. Tenta in tutti i modi di ostacolare i lavori del Palazzo, ma alla fine deve arrendersi alla forza e alle astuzie dei Galli. Nel finale si riconcilia con Numerobis e insieme progetteranno piramidi;
- Parabris (Tournevis)[6]: spia e sgherro al soldo di Stocafis. Tenta di intrappolare i Galli nella piramide e fa voto di non tagliarsi più i capelli nel caso riuscissero a uscirne vivi: nel finale lo si vede perciò sfoggiare una folta capigliatura;
- Cleopatra (Cléopâtre)[7]: regina d'Egitto ed amante di Cesare, viene descritta in modo molto romanzato come una donna capricciosa, volubile, amante degli sfarzi sfrenati: viaggia sempre su una sontuosa portantina e accompagnata da musici e danzatori, anche quando "in incognito", e la sua bevanda preferita consiste in perle sciolte nell'aceto. Tuttavia si dimostra anche generosa nei confronti di Numerobis e dei Galli che l'hanno aiutata. Appare, brevemente, anche negli albi Il figlio di Asterix, Asterix e la galera di Obelix e Il compleanno di Asterix e Obelix - L'albo d'oro.

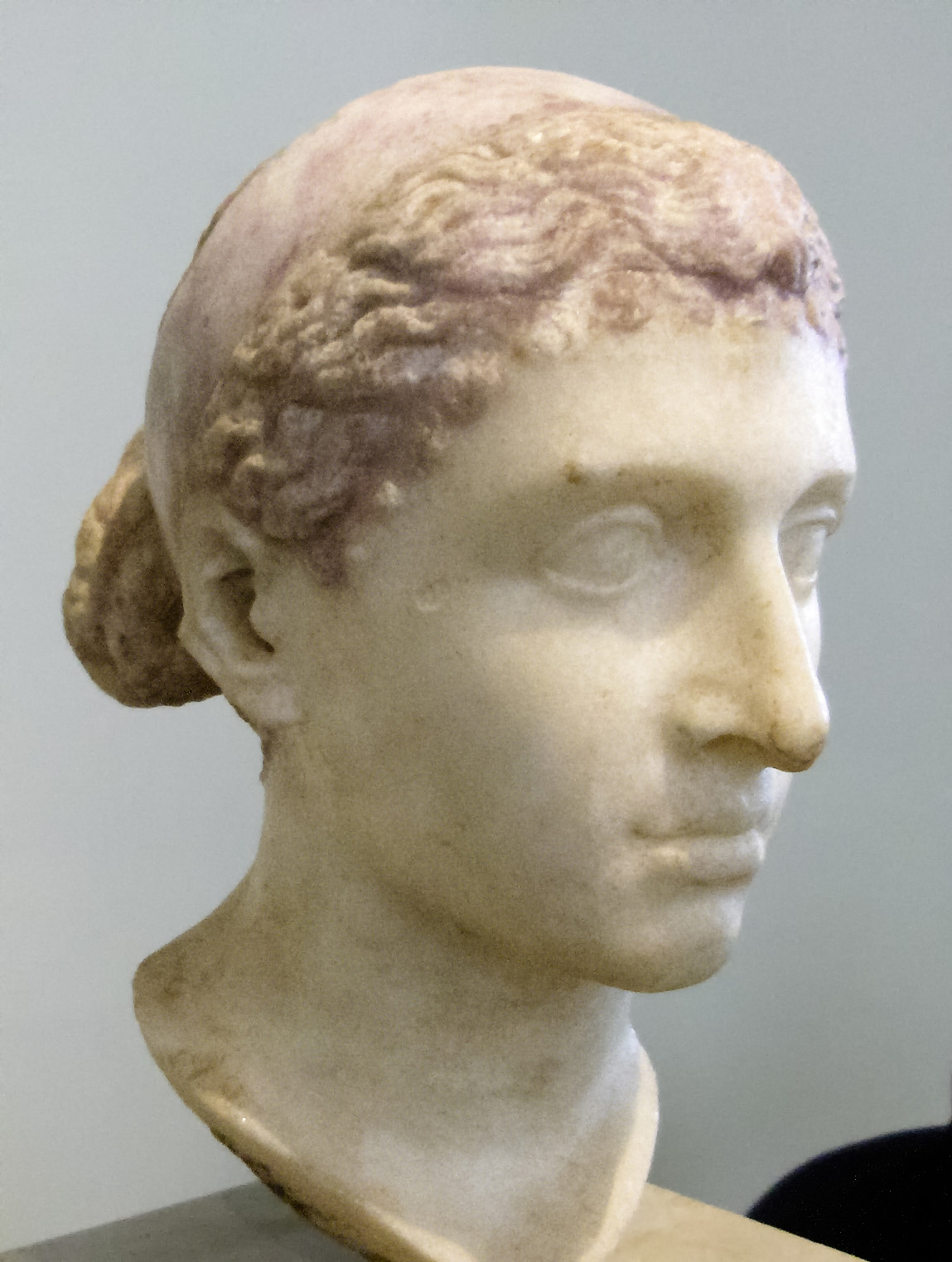
Busto di Cleopatra

## Riferimenti storici e parodie
Nell'albo il perfido Stocafis, pur di ostacolare i lavori del palazzo, sobilla gli operai di Numerobis spingendoli a rivoltarsi. Questo è un riferimento al fatto che storicamente i primi scioperi ante litteram di cui si abbia notizia avvennero proprio in Egitto, durante il regno di Ramesse III (dunque quasi mille anni prima dell'epoca in cui si svolge la narrazione).

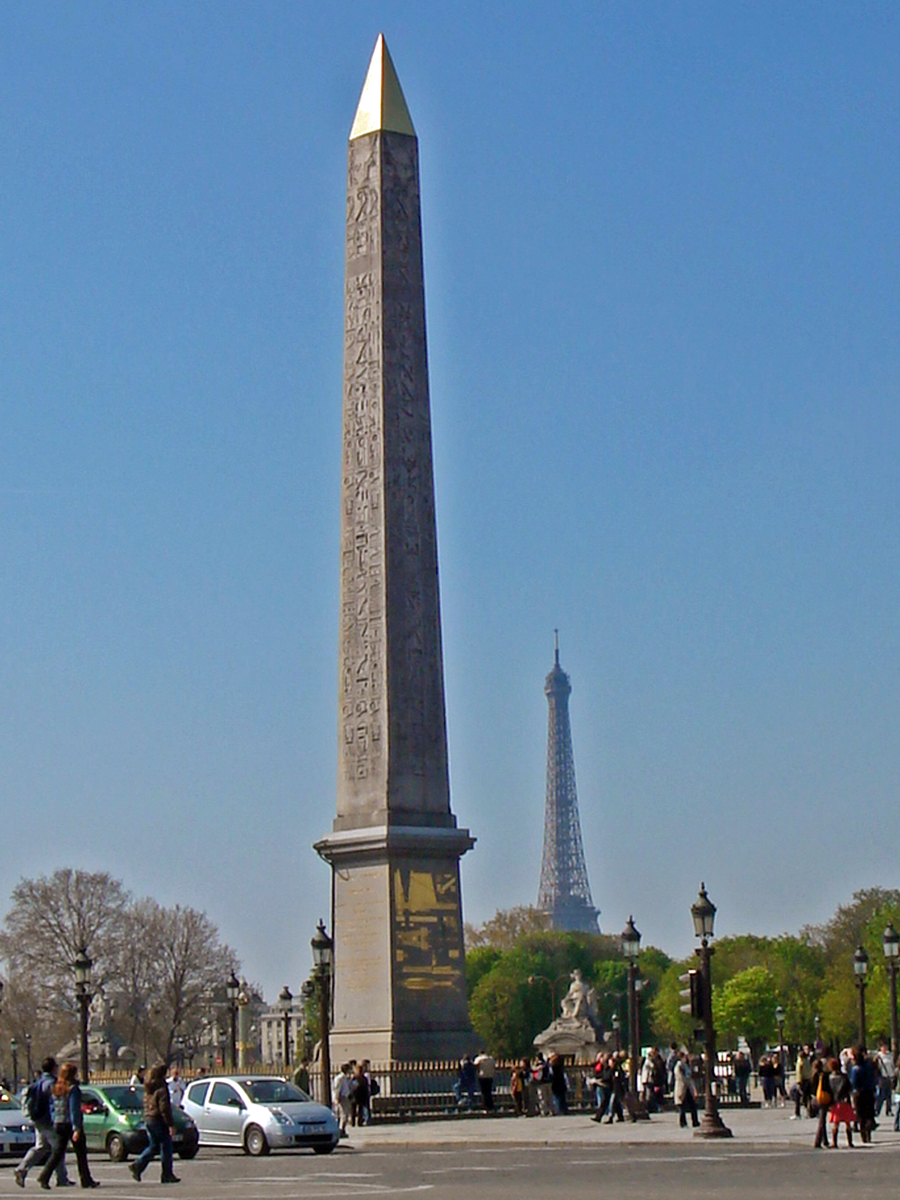
L'obelisco di Luxor in Place de la Concorde

Nel finale della storia, Asterix congedandosi da Cleopatra la esorta a rivolgersi nuovamente ad un Gallo, se mai gli egiziani volessero compiere altri opere colossali, quali un canale che congiunga il Mar Rosso con il Mediterraneo: il Canale di Suez fu effettivamente realizzato, fra il 1859 e il 1869 sotto la supervisione del francese Ferdinand de Lesseps. Nell'albo si assiste anche alla rottura del naso della Sfinge; in realtà a danneggiare il monumento non fu ovviamente Obelix bensì una cannonata francese nel corso della Battaglia delle Piramidi, nel 1798, tra Napoleone Bonaparte e i Mamelucchi.
Alcuni elementi della trama sono una parodia dell'allora recente film Cleopatra con Elizabeth Taylor: la stessa copertina dell'albo richiama apertamente la locandina del film. La leggendaria regina egizia viene rappresentata secondo il suo modello romantico: una donna bellissima, amante dei piaceri e dello sfarzo. La gag del "naso", ripetuta innumerevoli volte nell'albo, e richiamata anche in Il figlio di Asterix, deriva invece da una famosa frase del filosofo Blaise Pascal, contenuta nei suoi Pensieri, secondo la quale "se il naso di Cleopatra fosse stato più corto, il volto del mondo intero sarebbe cambiato".
Il popolo egizio viene caricaturato secondo i più comuni stereotipi concernenti l'antico Egitto: le labirintiche Piramidi, la Sfinge di Giza, cui Obelix rompe il naso, donandole il profilo attuale, la scrittura geroglifica, con cui viene resa graficamente, nel fumetto, la lingua egiziana, e così via.

### Riferimenti ad altri albi
Sul piano della "continuity" della serie Asterix, peraltro mai eccessivamente rigorosa, questo albo segna l'esordio del cagnolino Idefix, introdotto come semplice comparsa nel precedente volume, Asterix e il giro di Gallia, ma che in questo albo viene ufficialmente "adottato" da Obelix e chiamato per nome la prima volta (tavola 3). Questa è anche la prima volta in cui il cagnolino prende parte attiva alla trama, aiutando i padroni ad uscire dalla Piramide in cui erano intrappolati grazie al suo fiuto.
In quest'albo, inoltre, ad Obelix viene concesso dal druido, per la prima ed unica volta, di bere alcune gocce di pozione magica: galvanizzato da questo evento, Obelix sfonda la lastra di pietra che li teneva imprigionati all'interno della piramide. In seguito, dichiara comunque di non aver notato particolari differenze prima e dopo averla bevuta. Negli albi successivi, Obelix torna comunque, come tormentone, a chiedere ad ogni occasione di poter bere il prodigioso intruglio -e riuscirà a berne un intero paiolo, con nefasti effetti, in Asterix e la galera di Obelix.
Infine, questo albo sancisce il primo viaggio extra-europeo di Asterix, e l'unico nel continente africano insieme ad Asterix legionario.

## Storia editoriale
In Francia la storia fu serializzata inizialmente all'interno della rivista Pilote, in cui apparve a puntate dal numero 215 (5 dicembre 1963) al 257 (24 settembre 1964); in seguito è stata pubblicata in albo cartonato nel 1965 dall'editore Dargaud.
Attualmente l'albo viene ristampato dalla casa editrice Hachette Livre, che nel dicembre 2008 acquisì da Uderzo e da Anna Goscinny (figlia dello scomparso René) tutti i diritti sulle pubblicazioni di Asterix.

### Edizioni estere

#### Italia
In Italia l'albo è edito, come gli altri della serie, da Mondadori; la prima edizione italiana risale all'agosto 1968; la traduzione italiana è opera di Marcello Marchesi. La Mondadori ha ristampato l'albo più volte nel corso degli anni; l'ultima edizione, condotta su quella francese di Hachette Livre, è della fine del 2011 e rispetto alle precedenti presenta, pur mantenendo invariata la traduzione, una copertina diversa, un nuovo lettering e una colorazione rinnovata; è inoltre caratterizzata dall'avere la sagoma di Asterix stampata in rosso sulla costa. Nel 1976 è stata pubblicata dalla Mondadori una versione tascabile in bianco e nero dell'albo, nella collana Oscar Mondadori. Nel 1999 la storia è stata inoltre inclusa nel volume tascabile Asterix - Le storie più belle, edito sempre da Mondadori nella collana "Super Miti". Inoltre nell'ottobre 2009 la storia è apparsa all'interno di I viaggi di Asterix, volume a colori in formato tascabile della collana Mondadori "Oscar Best Sellers" comprendente anche le storie Asterix e i Britanni e Asterix in Corsica.
La storia è stata inoltre pubblicata a puntate anche all'interno della rivista Il Giornalino (Edizioni San Paolo), nella quale fece la sua prima apparizione nel 1976 venendovi poi ristampata periodicamente; nel 1998 è stata anche pubblicata in albo come supplemento speciale della rivista. Tali edizioni sono basate su quella Mondadori e presentano la stessa traduzione di Marcello Marchesi. Un'ulteriore edizione italiana dell'albo è stata quella pubblicata da Fabbri/Dargaud, datata settembre 1982. Anche questa era basata sull'edizione Mondadori, e presenta il medesimo titolo e la medesima traduzione.

#### In altre lingue
Il titolo originale dell'albo, Astérix et Cléopatre, è stato tradotto come segue in alcune delle principali lingue in cui il fumetto è edito; vengono inoltre indicate la casa editrice e l'anno di prima pubblicazione:
- catalano: Astèrix i Cleopatra - Salvat editores,  Spagna (prima edizione Mars Ivars Editores, 1976)
- coreano: 아스테릭스, 클레오파트라를먼나다 (Asteriks Kûlleopatûra-rûl mannada) - Moonhak-kwa-Jisung-Sa,  Corea del Sud, 2001
- danese: Asterix og Kleopatra - Egmont Serieforlaget A/S,  Danimarca, 1969
- finlandese: Asterix ja Kleopatra - Egmont Kustanus Oy,  Finlandia, 1969
- inglese: Asterix and Cleopatra - Orion,  Regno Unito, 1969
- olandese: Asterix en Cleopatra - Hachette Livre,  Paesi Bassi, 2002 (prima edizione Dargaud, 1970)
- polacco: Asteriks i Kleopatra -  Egmont Poland Ltd,  Polonia, 1992
- portoghese: Astérix e Cleópatra - Edições ASA,  Portogallo, 1968
- portoghese:  Astérix e Cleópatra - Editora Record,  Brasile
- spagnolo: Asterix y Cleopatra - Salvat editores,  Spagna, 1969
- svedese: Asterix och Kleopatra - Egmont Kärnan AB,  Svezia, 1970
- tedesco: Asterix und Kleopatra - Egmont Ehapa Verlag,  Germania, 1969

## Altri media
Il fumetto è servito da modello per due diverse trasposizioni cinematografiche: una a cartoni animati nel 1968, intitolata anch'essa Asterix e Cleopatra (Astérix et Cléopâtre), l'altra con attori in carne ed ossa, realizzata nel 2002 e intitolata Asterix e Obelix - Missione Cleopatra (Astérix et Obélix : Mission Cléopâtre). Quest'ultimo film, girato dal regista Alain Chabat e con gli attori Gérard Depardieu nei panni di Obelix e Christian Clavier in quelli di Asterix, vede anche la presenza di Monica Bellucci nel ruolo di Cleopatra.